# ثقبة مورغانز بوند
ثقبة مورغانز بوند هو كهف يقع في أبرشية مانشستر في جامايكا، يبلغ ارتفاعه 186 مترًا (610 قدمًا)،
هو ثاني أعمق كهف معروف في جزيرة جامايكا.